# Спрінг-Грін (містечко, Вісконсин)
Спрінг-Грін (англ. Spring Green) — місто (англ. town) в США, в окрузі Сок штату Вісконсин. Населення — 1566 осіб (2020).

## Демографія
Згідно з переписом 2010 року, у місті мешкало 1697 осіб у 716 домогосподарствах у складі 506 родин. Було 816 помешкань
Расовий склад населення:
| - 97,7 % — білих - 0,8 % — корінних американців - 0,1 % — чорних або афроамериканців - 0,1 % — азіатів |

До двох чи більше рас належало 1,2 %. Частка іспаномовних становила 1,9 % від усіх жителів.
За віковим діапазоном населення розподілялося таким чином: 21,6 % — особи молодші 18 років, 63,3 % — особи у віці 18—64 років, 15,1 % — особи у віці 65 років та старші. Медіана віку мешканця становила 45,1 року. На 100 осіб жіночої статі у місті припадало 101,3 чоловіків;  на 100 жінок у віці від 18 років та старших — 101,5 чоловіків також старших 18 років.
Середній дохід на одне домашнє господарство  становив 69 046 доларів США (медіана — 58 681), а середній дохід на одну сім'ю — 85 432 долари (медіана — 80 278). Медіана доходів становила 42 857 доларів для чоловіків та 40 078 доларів для жінок. За межею бідності перебувало 6,1 % осіб, у тому числі 5,7 % дітей у віці до 18 років та 5,3 % осіб у віці 65 років та старших.
Цивільне працевлаштоване населення становило 1038 осіб. Основні галузі зайнятості: освіта, охорона здоров'я та соціальна допомога — 17,9 %, виробництво — 17,3 %, мистецтво, розваги та відпочинок — 12,2 %, будівництво — 10,2 %.